# Room in Rome
Room in Rome (Habitación en Roma) è un film del 2010 scritto e diretto da Julio Medem, liberamente basato sul film cileno En la cama del 2005.

## Trama
Durante la notte tra il 20 e il 21 giugno, Alba, una turista spagnola di circa 40 anni a Roma, invita una giovane turista russa, Nataša, nella sua camera d'albergo. I dettagli di come si sono incontrate in un pub sono lasciati vaghi. Una volta nella stanza, Alba lascia subito intuire a Nataša le sue intenzioni carnali e la giovane russa è sulle prime piuttosto riluttante, ma Alba, chiaramente più esperta, gestisce abilmente l'esitazione di Nataša. Lusingata e tentata da Alba, Nataša risponde alle sue avance sessuali, ma avverte la spagnola di non aver mai fatto sesso con una donna e di essere eterosessuale. Alba le ribatte affermando che molte donne non sono più tornate ad accoppiarsi con uomini dopo aver provato il rapporto con lo stesso sesso.
Nataša si lascia quindi spogliare da Alba e le due completamente nude si stendono sul letto, ma Nataša è ancora molto nervosa. Alba le si affianca senza toccarla per metterla a suo agio; la donna spagnola finisce però a sua volta con l'addormentarsi. Nataša allora si veste e lascia la stanza, ma, nella fretta di andarsene, lascia il cellulare in camera ed alcune chiamate svegliano Alba. Nataša torna poco dopo per chiedere il suo cellulare, ma è riluttante a rientrare nella stanza; Alba la afferra e la riporta nella stanza. Completamente nuda, riprende a flirtare con Nataša, che presto soccombe alle sue avances, e le due fanno sesso per la prima volta.
Nelle successive ore, Alba e Nataša si avvicinano l'una all'altra mentre Nataša diventa sempre più rilassata e comincia a godere letteralmente di quella strana e nuova esperienza. Le due donne alternano momenti di sesso passionale alle loro storie, mostrandosi a vicenda le loro case tramite immagini prese dalla rete e parlando delle opere d'arte nella stanza d'albergo. Alba racconta per la prima volta come sua madre l'abbia abbandonata quando era una bambina, finendo custodita da un ricco arabo in Arabia Saudita, mentre Nataša condivide la storia del padre violento e della carriera della sorella gemella come storica dell'arte.
Entrando sempre più in intimità fisica e spirituale, le due donne si dicono la verità: Nataša rivela che il suo vero nome è Dasha, che proviene da una famiglia benestante che vive vicino a Mosca e che in realtà è una tennista professionista in vacanza, che deve sposarsi la settimana successiva con un uomo russo. Alba rivela invece di essere un ingegnere meccanico e di essere a Roma per motivi di lavoro: inoltre confida alla sua nuova conquista di vivere già con una donna a San Sebastián, in Spagna. Alba mostra a Nataša un video di se stessa e della sua compagna, di nome Edurne, con due bambini piccoli, un maschio ed una femmina. Alba rivela infine che il bambino è morto di recente in un incidente domestico nel quale lei era presente.
All'alba, le due donne fanno colazione insieme, servite dall'allegro e curioso cameriere Max. Cominciano col fantasticare di abbandonare i rispettivi coniugi e di cominciare una nuova vita insieme nella città eterna, ma subito dopo entrambe sembrano rendersi conto di quanto ciò non sia possibile. Mentre Alba insiste nell'esplicitare il suo innamoramento verso di lei, Nataša diventa improvvisamente difensiva e ribadisce che la sua attrazione per Alba derivi solo da attrazione fisica e curiosità verso una nuova esperienza sessuale, ma non attraverso l'amore.
Dopo aver fatto sesso per l'ultima volta e aver appeso il lenzuolo bianco su un pennone del balcone della stanza come ricordo, le due amanti decidono alla fine di separarsi, tornando alle loro vite in Russia e Spagna. Entrambe concordano di lasciare chiuso nella stanza il ricordo della loro notte di passione. Nella scena finale, poco dopo aver lasciato l'albergo e essersi allontanate con fatica l'una dall'altra, Nataša chiama Alba e corre verso di lei. Non soltanto mostra alla sua amante spagnola le sue abilità nella corsa che Alba sognava un giorno di vedere, ma lascia plausibile un clamoroso ripensamento della russa e la sua nuova scelta di vita.

## Produzione e distribuzione
Le riprese del film sono state effettuate a Madrid e Roma dal 26 gennaio al 27 febbraio 2009. La versione originale del film è in lingua inglese, con alcuni dialoghi in spagnolo, italiano, russo e basco. Il film è stato distribuito nelle sale cinematografiche spagnole il 7 maggio 2010, dopo essere stato presentato in anteprima mondiale al Festival del cinema di Malaga il 24 aprile 2010.

## Critica
(MYmovies.it)